# Monte Cristallo
El Monte Cristallo (en italiano: Kristallo) es una montaña de las Dolomitas italianas, al noreste de Cortina d'Ampezzo, en la provincia de Belluno (Véneto, Italia septentrional). Es una cresta larga y dentada con cuatro cimas superiores a los 3000 metros.

## Picos
Los picos más altos del macizo de Cristallo son: Monte Cristallo (3221 m), Piz Popena (3153 m), Cima di Mezzo (3154 m) y cristalina de Ampezzo. '(3008 m). A Cima di Mezzo y cristalina de Ampezzo se puede llegar a través de una vía ferrata, mientras que Monte Cristallo y Piz Popena necesitan habilidades para escalarlas.

### Primeras subidas
- Monte Cristallo (3221 m): 1865 P. Grohmann, A. Dimai, S. Siorpaes)[1][2][3]
- Cima di Mezzo (3154 m): 1881 (J. Stafford Anderson, S. Siorpaes, G. Ghedina)[1]
- Piz Popena (3157 m): 1870 (R. Whitwell, S. Siorpaes, C. Lauener)[1]
- Cristallino d'Ampezzo (3008 m): 1886 (M. Innerkofler, A. Angerer)[1]

## Geología
Mote Cristallo está formado en gran parte de roca dolomítica del Triásico superior: la " Dolomia principale". La montaña se formó durante el Cretácico, así como el resto de las Dolomitas, debido a la colisión entre los continentes africano y europeo.

### Acceso
Un sistema de elevación por cable inicia desde Río Gere en Val Begontina, primero con un ascensor hasta el Rifugio Son Forca en el extremo superior de Val Padeon, luego con la telecabina hasta Forcella Staunies (2919 m), cerca de Rifugio G. Lorenzi (2932 m), que fue construido en 1956 para los Juegos Olímpicos de Invierno de Cortina d'Ampezzo. Tanto el sistema de elevación como el refugio se cerraron en verano de 2016 debido a "problemas técnicos y administrativos".
La carretera Dolomita número 3 atraviesa la parte oriental del macizo.

### Vía ferrata
Las vías del tipo vía ferrata más importantes son: la  VF Ivano Dibona  y la  VF Marino Bianchi;  Ambas comienzan en la parte superior del teleférico de Forcella Staunies. La VF Marino Bianchi se puede seguir hasta la cima del "Cima di Mezzo".
La VF Ivano Dibona sigue la cresta de Zurlon. Es un recorrido histórico utilizado en la Primera Guerra Mundial y posteriormente restaurado y seguro para los turistas.al principio está el puente de ferrata en suspensión más largo de los Dolomitas, el Ponte Cristallo de 27 metros de largo.
Se puede utilizar la vía ferrata 'VF Renato de Polo' para acceder desde el lado occidental del macizo de Monte Cristallo.

### Deportes de invierno
Cristallo es una de las principales zonas de esquí de los alrededores de Cortina d'Ampezzo.

### Cabanes (refugios) y restaurantes
Algunas de las cabañas y restaurantes disponibles son el "Rifugio Son Forca" a 2235 m;  Capanna Guido Lorenzi  a 3003 m (Auronzo di Cadore));  Ristorante Rio Gere  a 1680 m;  Ristorante Lago Scin  a 1336 m;  Ristorante Staulin  a 1370 m;  Ristorante Son Zuogo  a 1800 m.

## Historia
Durante la Primera Guerra Mundial hubo una considerable actividad militar en la montaña. Las líneas de inicio entre las tropas italianas y austriacas pasaron por las montañas. Hoy se encuentran restos de escaleras y cuarteles y se han restaurado las líneas de transporte (vías ferratas) El  'Monte Cristallo' 

## Cultura popular
En 1993 la película Cliffhanger fue rodada alrededor del puente de la cresta de Zurlon, así como algunos de los otros picos de la zona.